# Yoshiko Tanaka
Yoshiko Tanaka (jap. 田中 好子 Tanaka Yoshiko; ur. 8 kwietnia 1956 w Tokio zm. 21 kwietnia 2011 tamże) – japońska aktorka i była członkini popularnej w latach 70. XX wieku grupy idolek Candies. W grupie była znana jako „Sue” (スーちゃん, Sue-chan). Zmarła w wieku 55 lat z powodu raka piersi.

## Życiorys
Tanaka zadebiutowała w 1973 roku jako członkini trzyosobowej grupy Candies z Ran Itō i Miki Fujimurą, z piosenką „Anata ni Muchū” (あなたに夢中, Szaleję za tobą). 4 kwietnia 1978 roku odeszła z show-biznesu z powodu rozpadu grupy.
Powróciła do przemysłu rozrywkowego jako aktorka w 1980 roku, zdobywając liczne nagrody filmowe, w tym nagrodę filmową Mainichi i nagrodę Japońskiej Akademii Filmowej dla najlepszej aktorki za rolę w filmie „Czarny deszcz” z 1989 roku. W międzyczasie wydała swój jedyny album w stylu city pop „Yoshiko” (好子) w 1984 roku.
21 maja 1991 roku wyszła za mąż za starszego brata Masako Natsume, biznesmena Kazuo Odate. W 1992 roku rok po ślubie zdiagnozowano u niej raka piersi. Choroba nawracała kilka razy, ale zawsze była wykrywana we wczesnym stadium, co pozwoliło jej kontynuować karierę w branży rozrywkowej podczas leczenia. W 2010 roku trafiła do szpitala z wrzodem dwunastnicy, a konieczność leczenia doprowadziła do osłabienia jej układu odpornościowego i nawrotu raka piersi. W rezultacie stan zdrowia Tanaki znacznie się pogorszył w wyniku leczenia. W lutym 2011 roku komórki nowotworowe zaczęły się szybko rozmnażać, a rak rozprzestrzenił się na inne narządy. Mimo intensywnej terapii zmarła 21 kwietnia 2011 o godzinie 19:04 w szpitalu Mita na Międzynarodowym Uniwersytecie Zdrowia i Opieki Społecznej.
Czuwanie i pogrzeb odbyły się odpowiednio 24 i 25 kwietnia. Trumna i dywan w sali pogrzebowej były w kolorze niebieskim, który był kolorem wizerunkowym Tanaki z czasów kariery w Candies. Jej ciało zostało następnie skremowane.

## Działalność dobroczynna
Oprócz działalności aktorskiej uczestniczyła w działaniach Funduszu Himawari Masako Natsume (夏目雅子ひまわり基金), założonego w 1993 roku przez jej męża Kazuo Odate, który jest bratem Masako Natsume. W 1996 roku była również członkiem komitetu współpracy japońskiej Fundacji Zapobiegania AIDS (エイズ予防財団) i japońskiego funduszu Stop AIDS (日本エイズストップ基金), a w 2000 roku została członkiem komitetu kierującego funduszem, w którym zasiadała aż do śmierci w 2011 roku.

## Wybrana filmografia

### Dramy
| Rok  | Tytuł                                                                       | Rola                             | Stacja telewizyjna | Uwagi                |
| ---- | --------------------------------------------------------------------------- | -------------------------------- | ------------------ | -------------------- |
| 1972 | Totsugeki! Hyūman!! (突撃! ヒューマン!!)                                    | Rumiko Hoshiyama                 | NTV                |                      |
| 1983 | Oshin (おしん)                                                              | Hatsuko (adoptowana córka Oshin) | NHK                | Asadora              |
| 1983 | Tokugawa Ieyasu (徳川家康)                                                  | Ayame                            | NHK                | Taiga drama          |
| 1990 | Dorobo Nite wo Dasuna (泥棒に手を出すな！)                                  | Mayumi Konno                     | TV Tokyo           | Główna rola          |
| 1993 | Nikushimi ni Hohoende (憎しみに微笑んで)                                    | Keiko Sugawara / Misako Makino   | TBS                | Główna rola          |
| 1993 | Aki No Eki (秋の駅)                                                         | Miyoko                           | Fuji TV            | Główna rola          |
| 1998 | Kamisama mousukoshi dake (神様、もう少しだけ)                               | Yaeko Kano (matka Masaki)        | Fuji TV            |                      |
| 2009 | Tokyo Dogs (東京DOGS)                                                       | Kyoko Takakura                   | Fuji TV            |                      |
| 2010 | Hitsudan Hostess (筆談ホステス 〜母と娘、愛と感動の25年。届け!わたしの心〜) | Emiko Saito                      | TBS                | Jednoodcinkowa drama |

### Filmy
| Rok  | Tytuł                                                           | Rola            | Uwagi       |
| ---- | --------------------------------------------------------------- | --------------- | ----------- |
| 1980 | Tosa no Ipponzuri (土佐の一本釣り)                              | Yachiyo         | Główna rola |
| 1989 | Czarny deszcz (黒い雨)                                          | Yasuko Takamaru | Główna rola |
| 1989 | Godzilla kontra Biollante (ゴジラVSビオランテ)                  | Asuka Okouchi   | Główna rola |
| 1992 | Godzilla kontra Mothra. Bitwa o planetę Ziemię (ゴジラVSモスラ) | Mayumi Fukasawa |             |
| 2000 | The Ring Krąg 0. Narodziny (リング0 バースデイ)                 | Miyaji          |             |
| 2003 | Kobiety w lustrze (鏡の女たち)                                  | Masako          | Główna rola |
| 2007 | Watashi no Atama no Naka no Keshigomu (私の頭の中の消しゴム)    | Azusa Kono      |             |
| 2007 | Zero Karano Kaze (0からの風)                                    | Kyoko Suzuki    | Główna rola |
| 2007 | Oyaji (親父)                                                    | Toshiko Numata  | Główna rola |

## Dyskografia

### Albumy studyjne
| # | Tytuł          | Informacje                                                                  | Uwagi                                        | Przy.       |
| - | -------------- | --------------------------------------------------------------------------- | -------------------------------------------- | ----------- |
| 1 | Yoshiko (好子) | - Wydany: 21 stycznia 1984 - Wydawnictwo: Victor Entertainment - Format: LP | W kolejnych latach wydanie ukazało się na CD | [ 3 ] [ 8 ] |

## Nagrody i nominacje
| Rok  | Ceremonia                            | Kategoria                         | Nominowany    | Rezultat | Przy. |
| ---- | ------------------------------------ | --------------------------------- | ------------- | -------- | ----- |
| 1989 | Nagrody Filmowe Hochi                | Najlepsza Aktorka                 | Czarny deszcz | Wygrana  | [ 7 ] |
| 1989 | Nagrody filmowe Mainichi             | Najlepsza Aktorka                 | Czarny deszcz | Wygrana  | [ 7 ] |
| 1989 | Nagrody Kinema Junpo                 | Najlepsza Aktorka                 | Czarny deszcz | Wygrana  | [ 7 ] |
| 1989 | Japan National Film Awards           | Nagroda dla Aktorki               | Czarny deszcz | Wygrana  | [ 7 ] |
| 1989 | Nagrody Błękitnej Wstęgi             | Najlepsza Aktorka Pierwszoplanowa | Czarny deszcz | Wygrana  | [ 7 ] |
| 1989 | Festiwal Filmowy Takasaki            | Najlepsza Aktorka Pierwszoplanowa | Czarny deszcz | Wygrana  | [ 7 ] |
| 1989 | わかやま市民映画祭                   | Nagroda dla Najlepszej Aktorki    | Czarny deszcz | Wygrana  | [ 7 ] |
| 1990 | Nagrody Japońskiej Akademii Filmowej | Najlepsza Aktorka Pierwszoplanowa | Czarny deszcz | Wygrana  | [ 7 ] |
| 1992 | Hōsō Bunka Kikin                     | Nagroda Aktorska                  | Aki No Eki    | Wygrana  | [ 7 ] |